# Канопка Владислав Ігорович
Конопка Владислав Ігорович (біл. Улад Канопка; нар. 5 вересня 1987) — білоруський актор та спортсмен. Популярним став у серіалі Молодіжка. Знявся у 53 фільмах.

## Біографія
Влад Канопка народився 5 вересня 1987 року в Мінську, Білорусь. Його мати Галина була кухарем, а батько Ігор будівельником.
У дитинстві займався плаванням та багатьма видами спорту, пізніше почав брати уроки вокалу та акторської майстерності.
Після закінчення школи поїхав вчитися до Москви, Росія, а у 17 років поступив у театральне училище.
У кіно почав зніматися у 2008 році. Першою його роллю стала роль у картині «Життя налагоджується», а найбільшу популярність йому принесла роль хокеїста Андрія Кисляка у телесеріалі Молодіжка.
У 2012 році Влада запросили зніматися одразу у три проекти.
13 травня 2023 року дав інтерв'ю Олександру Соколовському в YouTube.
За свою акторську діяльність Влад Канопка знявся у 53 фільмах. Нині Влад проживає в Москві, Росія.

## Фільмографія
- 2008 — Управа (серіал)
- 2008 — Життя налагоджується
- 2010 — Обитель
- 2010 — Знаки долі 2 (серіал)
- 2011 — Московський декамерон (серіал)
- 2011 — Знаки долі 3 (серіал)
- 2011 — Говорить поліція (серіал)
- 2011 — Тільки ти (серіал)
- 2012 — Злочин у спадок (серіал)
- 2012 — Останній день дитинства
- 2012 — Без терміну давності (серіал)
- 2013 — Молодіжка (серіал)
- 2013 — Мезальянс (серіал)
- 2013 — Балабол (серіал)
- 2014 — Синдром Шахіста (серіал)
- 2015 — Останній рубіж
- 2016 — Суперпогані
- 2016 — Простіше пареної ріпи
- 2017 — Той, хто не спить (серіал)
- 2018 — Новорічний ангел
- 2019 — Жіноча версія Дідуся онука
- 2020 — Горюнов-2
- 2020 — Наслідки
- 2021 — Вибач за кохання
- 2022 — Кохання та інші ілюзії
- 2023 — Меч Тосідзо
- 2023 — Фінт Боброва
- 2024 — Заглянь йому в голову
- 2024 — Меч Тосідзо
- 2024 — Молодіжка. Студенти (серіал)